# Margaritifera marrianae
Margaritifera marrianae е вид мида от семейство Margaritiferidae. Видът е застрашен от изчезване.

## Разпространение
Разпространен е в САЩ (Алабама).